# Винчанско писмо
Винчанско писмо или винчански симболи, познато и као дунавско писмо, винчански знаци, винчанско протописмо, винчанско-турдашко писмо, староевропско писмо итд, представља скуп непреведених симбола пронађених на артефактима из доба неолита од 6. до 5. миленијум пре нове ере) из Винче. културе средње Европе и југоисточне Европе. Спорно је да ли је ово један од најранијих система писања или једноставно нека врста симбола. Понекад се дефинише и као „архи-писмо“, "пра-писмо" или „прото-писмо“.
Године 1875, археолошка ископавања под руководством мађарског археолога Жофије Торме (1840–1899) у Тордошу (данашњи Турдаш, Румунија) открила су налазиште предмета исписаних раније непознатим симболима. 1908. године, слични предмети су пронађени током ископавања српског археолога Милоја Васића (1869–1956) у Винчи, предграђу Београда, око 245 км од Турдаша. Касније је више таквих фрагмената пронађено на Бањици, другом делу Београда. Од 1875. године само у Србији је идентификовано преко 150 винчанских локалитета, али многа, укључујући и саму Винчу, нису у потпуности истражена. Тако се култура целог краја назива винчанском културом, а симболи се често називају винчанско-турдашким писмом или само винчанским писмом.
Откриће плоча Тартарије у Румунији од стране тима који је водио Николае Власа 1961. оживело је дебату. Власа је веровао да су натписи пиктограми. Други предмети пронађени на месту открића накнадно су датирани радиокарбоном на период од пре 4.000 година пре нове ере, односно 1.300 година раније него што је Власа очекивао и који датирају системе писања Сумераца и Минојаца. Међутим, спорне су околности њиховог проналаска и аутентичност самих плоча.
Иако је познат велики број симбола, већина артефаката садржи толико мало симбола да је мало вероватно да могу представљати цео текст. Вероватно једини изузетак је Ситовски натпис у Бугарској, чије је датовање спорно; без обзира на то, чак и тај натпис има само око 50 симбола.
Већина натписа је на грнчарији, док се остатак појављује на керамичким вретенима, фигуринама и малој колекцији других предмета. Сами симболи се састоје од низа апстрактних и репрезентативних пиктограма, укључујући зооморфне (животињске) представе, чешљеве или узорке четкица и апстрактне симболе као што су свастике, крстови и шеврони. Преко 85% натписа се састоји од једног симбола. Остали објекти укључују групе симбола, од којих су неки распоређени по неупадљивом узорку, што резултира тиме да ни ред ни правац знакова у овим групама није лако одредити. Употреба симбола значајно варира између објеката; симболи који се појављују сами по себи имају тенденцију да се појављују скоро искључиво на лонцима, док симболи који су груписани са другим симболима имају тенденцију да се појављују на вазама. Квантитативном лингвистичком анализом долази се до закључка да 59% знакова има својства грнчарских ознака, 11,5% је део асиметричног орнамента типичног за вијуге винчанске културе, а 29,5% може представљати неку врсту симболичке (семазиографске) ознаке.
Марко Мерлини је развио базу података Винчанских натписа, ДатДас организује каталог од 5.421 стварних знакова. Они су забележени из корпуса од 1178 натписа састављених од два или више знака и 971 уписаног артефакта (неки налази имају два или више натписа).
Ови налази су важни јер је највећи део винчанских симбола настао између 4500. и 4000. године пре нове ере, а симболи на глиненим плочама Тартарије вероватно датирају око 5300. године пре нове ере (контроверзно датирани по повезаности). То значи да винчански налази претходе протосумерском пиктографском писму из Урука (савремени Ирак), које се обично сматра најстаријим познатим писмом, више од хиљаду година. Анализе симбола су показале да они немају много сличности са блискоисточним писмом, што је резултирало мишљењем да су ови симболи и сумерско писмо вероватно настали независно.

### Значење и тумачења
Природа и сврха симбола је још увек непозната. Иако су учињени покушаји да се протумаче симболи, не постоји сагласност о томе шта би они могли значити.

### Ознаке својине
Неки истраживачи, као Милутин Гарашанин и Драгослав Срејовић, сугеришу да су симболи грнчарски или власнички, што значи да се односе на припадност лицу или породици. Неки симболи, углавном они који су ограничени на подножју лонаца, потпуно су јединствени и такви знаци могу означавати садржај, порекло/дестинацију или произвођача/власника лонца. Међутим, неки од симбола су се више пута налазили на целој територији винчанске културе, удаљеним стотинама година и на локацијама удаљеним километрима једна од друге.

### Бројчане ознаке
Неки од симбола "чешаљ" или "четка", који заједно чине чак шестину свих до сада откривених симбола, могу представљати облик праисторијског бројања. Чини се да је винчанска култура доста трговала својом робом са другим културама, што показује велика распрострањеност уписаних лонаца, па је могуће да су „нумерички“ симболи преносили информације о вредности лонаца или њиховом садржају. Друге културе, као што су Минојци и Сумерани, користиле су своја писма првенствено као рачуноводствене алате; винчански симболи су можда имали сличну сврху.

### Религијска симболика
Постоји хипотеза да су симболи можда коришћени у верске сврхе у традиционалном пољопривредном друштву. Ако је тако, чињеница да су исти симболи коришћени вековима са малим променама сугерише да су ритуално значење и култура представљена симболима такође остали константни веома дуго, без потребе за даљим развојем. Чини се да је употреба симбола напуштена, заједно са објектима на којима се појављују, на почетку бронзаног доба, што сугерише да је нова технологија са собом донела значајне промене у друштвеној организацији или популацији, и веровањима.
Један од аргумената у прилог објашњења ритуала је да се чини да објекти на којима се појављују симболи нису имали много дугорочне важности за своје власнике – они се обично налазе у јамама и другим отпадним подручјима. углавном фигурице, најчешће се налазе закопане испод кућа. Ово је у складу са претпоставком да су били припремљени за кућне верске церемоније у којима знаци урезани на предметима представљају изразе: жељу, молбу, завет, итд. По завршетку обреда предмет или не би имао даљи значај па би био закопан или ритуално сахрањен.

### Рано писање или протописање
Неки истраживачи, као Марко Мерлини, Марија Гимбутас сугеришу да ознаке представљају рани облик писања, често као део шире традиције писмености коју археосемиолог Марко Мерлини назива „дунавско писмо“ и „староевропско писмо“. Марија Гимбутас је реконструисала хипотетичку прединдоевропску „цивилизацију старе Европе“, коју она дефинише као да је заузела област између долине Дњестра и линије Сицилија-Крит . Винчанске ознаке је уградила у свој модел Старе Европе, сугеришући да би оне могле бити или систем писања за староевропски језик, или, што је вероватније, нека врста симболичког система „предписања“. Међутим, ово је углавном наишло на скептицизам. Сами винчански симболи нису пронађени на простору ширем од југоисточне Мађарске, западне Румуније, Србије и западне Бугарске, како је то описао Вин.

## Критика псеудонаучних тврдњи

### Проблеми са табелама које „упоређују“ разна писма са „винчанским писмом“
Неретко се у псеудонаучним круговима појављују разне табеле, које се углавном и виђају у резултатима када неко на Интернету тражи „винчанско писмо“ или „србица“ (што појединци у псеудонаучним круговима користе као синоним за „винчанско писмо“), а које изгледају као да је неко у колону „винчанско“ уписивао савремену ћирилицу (укључујући и слова која је Вук увео, а за која се историчари и лингвисти генерално слажу да нису постојала у ћирилици пре тога, то јест нису постојала у старословенској азбуци) неким стилом писања који би довео до тога да облик слова подсећа на неки давни историјски период када почиње историја алфабета, то јест да асоцира неког на слова из феничанског, палео-хебрејског и сличних писама (чак и ако се ради о словима за сасвим друге гласове која неком можда само изгледају као да на неки начин визуелно подсећају на неко ћирилично слово), или се уписују неизмењени знакови из палео-хебрејског и феничанског писма (на којем грчки алфабет и јесте заснован, тако да онда може да се показује развој алфабета из тих писама), што онда неки представљају као некакву „винчаницу“ и рани облик ћирилице, да би ћирилицу прогласили много старијом него што историја развоја алфабета каже да јесте и да би супротно оном што историја развоја алфабета каже причали да се први алфабет ширио са Балкана на Блиски исток, без навођења неке валидне аргументације на основу чега је неко уписивао такве знакове у колону „винчанско“ (јер да би неко износио такве тврдње, неки артефакт који има везе с Винчом би морао да садржи текст на таквом писму и да то буде на неком разумљивом језику, али археолози са Београдског Универзитета попут проф. Александра Палавестре кажу да нема таквих артефаката из Винче).
Може се приметити да начин писања знакова за које се тврди да су „винчанско писмо“ између разних табела које се из псеудонаучним кругова шире Инетернетом није конзистентан (на пример, исти знак, написан као слово Вав, у једној табели се представља као Џ а у другој је тај исти знак представљен као V, или се знак написан као слово Саде  који је раније већ употребљен у табели за Р касније поново појављује у истој тој табели као С, чак и у случајевима када је исти аутор правио табеле и када се налазе на истој веб страници, а знакови у колони „винчанско“ као да се мењају по потреби, у зависности од тога да ли у тој табели праве „поређења“ са савременом ћирилицом или неким другим писмом), а стиче се и утисак да то није правио неки лингвиста који познаје писма о којима пише добро, јер се, на пример, у неким табелама појављују грешке попут тога да се палео-хебрејско писмо погрешно назива „араменско“ (што оставља утисак као да аутор меша арамејски језик који је коритсио палео-хебрејско писмо са јерменским, иако је то сасвим други језик са другачијом писмом, јер је „арменско“ други назив за „јерменско“ у српском језику и не користи се као назив за палео-хебрејско или феничанско писмо), или се слово Гимел  (од којег је настал грчко слово Гама Γ) погрешно назива „ГИРНЕЛ“ (што осавља утисак као да аутор није чак ни консултовао неког ко је озбиљно проучавао палео-хебрејско писмо или било кога ко зна хебрејски, нити да је узео у обзир грчки назив слова Гама, него као да је аутор само потражио латиничну транскрипцију негде, па да је погрешно прочитао мало латинично „m“ као „rn“ и то онда написао великим латиничним словима, пошто забуне око тога да ли пише „М“ или „РН“ нема када текст није написан малим латиничним словима). Поред тога, они који знају како се чита палео-хебрејско или феничанско писмо, или они који су истраживали развој алфабета, могу приметити да се у тим табелама разна ћирилична слова погрешно доводе у везу са неким словима из палео-хебрејског и феничанског писма, попут представљања слова Хет  (које се користи за глас Х из грла, слично као у енглеској речи „Loch“) као да је то „Ђ“ (иако лингвисти и историчари на основу документованог развоја грчког алфабета, латинице и ћирилице кажу да је од слова Хет настало грчко слово Ета Η, латинично слово H, а да је ћирилично слово И настало касније, на основу грчког слова Ета, након што је то слово изгубило глас Х и прешло у глас И у грчком језику), или представљања слова Тет  (које се користи за глас сличан гласу Т), као да је то „Ж“ (иако историја развоја алфабета каже да се од слова Тет  развило грчко слово Тета Θ, па касније из грчког слова Тета се развило и раноћириличко слово Фита Ѳ, које не постоји у савременој српској ћирилици, а у именима попут Теодор или речима за које је раније било коришћено се у српском данас користи слово Т, док је у руском језику у неким случајевима прешло у глас Ф, као у имену Фјодор). Уз такве табеле, појављују се у резултатима и неке друге табеле које не покушавају да представе ћирилицу као „винчанско писмо“, него само приказују разне изоловане шаре које неки сматрају „винчанским писмом“ и на основу којих неки разматрају хипотезу да су неке од тих шара можда неком представљале неке речи, без покушаја да им намећу одређену интерпретацију у тој табели, али се одмах примећује да тих шара има доста више од симбола из табела које покушају да праве поређења са ћирилицом и да то не личи на феничанско и палео-хебрејско писмо, него да ту има разних шара од којих неке личе на разне квадрате и правоугаонике, троуглове, кругове, груписане линије које изгледом подсећају на чешљеве, линије укрштене на разне начине и слично. Могу се видети и неке табеле које комбиновањем троуглова и линија покушавају да саставе разне облике који би могли неког да асоцирају на нека слова, а то се онда представља као наводно „прото-писмо“ или наводни „Буквар Лепенског Вира“, уз причу како су наводно Лепенци из Лепенског Вира наводно написали „прве симболе“ чијом ротацијом, комбиновањем и модификацијом неко може добити велики број нових симбола (што не значи да су у Лепенском Виру тако комбиновали те облике да би их користили за писање). Обзиром на које је све неконзистентне начине „винчанско писмо“ представљено у разним табелама, може се стећи утисак да се знакови у такве табеле уписују на неки произвољан начин, како ком аутору када одговара.

### Реакција археолога са Београдског Универзитета
Поводом сензационалистичких прича „винчанском писму“ и других неутемељених тврдњи у вези Винче (попут винчанског календара) које се из псеудонаучних кругова уз сензационалистичке приче шире преко таблоида, друштвених мрежа, YouTube клипова и на друге начине, археолози са Београдског Универзитета су већ објављивали писане радове, а и на YouTube је објављен видео снимак у којем проф. Александар Палавестра, током јавног излагања на ту тему, говори да ако се прича у конкретном случају „винчанског писма“ одврти до самог почетка, да се може видети да они који су наводно „дешифровали“ нису ни видели археолошки материјал или ако су видели нешто, да ниси могли да нађу на њему оно што тврде, а да су нашли, да би га и објавили. Током тог излагања, проф. Палавестра поставља и питање да ли је ико од присутних икада видео фотографију неке речи написане „винчанским писмом“, говори о томе да су видели цртеже и таблице са припремљеним интерпретацијама, али наводи да научне евиденције за тврдње које се у интерпретацијама износе нема, да нема „винчанског писма“ и да је у питању „Царево ново одело“.
Проф. Александар Палавестра је објавио рад у којем опширније говори о разним псеудонаучним тврдњама које се везују за „винчанско писмо“ под насловом: Измишљање традиције: винчанско писмо.

### Критика тврдњи о „Винчанској плочици“
Археолози критикују то што се један бронзанодопски налаз из Ватина у псеудонаучним круговима погрешно представља као „Винчанска плочица“ и као „најстарија целовита порука исписана винчанским писмом“, на којој наводно пише „Живот је љубав“ и то што се из тога онда извлаче некаква „тумачења“ о филозофији Винчанаца.
Иако се може уочити да оно што неки називају „винчанским писмом“ на тој плочици не личи на оно што се углавном представља као „винчанско писмо“ у разним табелама које круже псеудонаучним круговима (где се „винчанско писмо“ представља као алфабет сличан ћирилици или писмима попут палео-хебрејског, феничанског и етрурског), иако археолози не сматрају тај налаз „винчанским“, нити из доба неолита, то се у псеудонаучник круговима и поред тога пропагира као нешто „винчанско“ или као неки „доказ“ неког каснијег „континуитета“ „винчанског писма“, а то што није из Винче као неки „доказ“ да је наводно било „распрострањено“, да је наводно то био неки начин „комуникације“ и слично.
Проф. Јасна Вуковић са Београдског Универзитета је објавила рад о томе под насловом: „Живот је љубав“: винчанско писмо и измишљање баштине.